# Piero Schivazappa
Piero Schivazappa, né le 14 avril 1935 à Colorno (Émilie-Romagne), est un réalisateur et scénariste italien,.

## Biographie
Piero Schivazappa est le mari de l'actrice Scilla Gabel.

## Filmographie partielle

### Comme assistant-réalisateur
- 1961 : Traqués par la Gestapo (L'oro di Roma) de Carlo Lizzani
- 1961 : Les Frères corses (I fratelli Corsi) d'Anton Giulio Majano
- 1962 : La Fille à la valise (La ragazza con la valigia) de Valerio Zurlini
- 1962 : Journal intime (Cronaca familiare) de Valerio Zurlini

### Comme réalisateur
- 1962 : Sangue a Parma
- 1968 : L'Odyssée (Odissea), feuilleton télévisé
- 1969 : Le Duo de la mort (Femina ridens)
- 1970 : Crepa padrone, crepa tranquillo
- 1971 : Romance (Incontro)
- 1975 : Una sera c'incontrammo
- 1986 : La signora della notte (it)
- 1990 : Un enfant dans la tourmente (Il prato delle volpi), feuilleton télévisé
- 1994 : Un amour fou (Un amore americano)